# Roza Robota
Roza Robota, née en 1921 à Ciechanów en Pologne et morte le 6 janvier 1945 à Auschwitz (d'autres sources la nomment Róża, Rojza, Rozia ou Rosa), est la cheffe d'un groupe de quatre femmes résistantes du camp de concentration d'Auschwitz. Elle est exécutée pour son rôle dans la révolte du Sonderkommando du 7 octobre 1944.

## Biographie
Née en 1921 à Ciechanów en Pologne, dans une famille de la classe moyenne et de confession juive, Róża Robota a un frère et une sœur. Elle adhère à l'Hashomer Hatzaïr (La jeune garde), mouvement de jeunesse sioniste-socialiste, à l'âge de douze ans et rejoint le mouvement clandestin de résistance à l'occupation nazie. Róża utilise souvent son prénom hébreu, Shohanah.

## Déportation à Auschwitz
En novembre 1942, Róża Robota est déportée par train à Auschwitz avec sa famille lors de la liquidation du ghetto de Ciechanów. Sa famille est immédiatement gazée. Elle survit miraculeusement à la « sélection », et est affectée à Auschwitz-Birkenau II au commando pour femmes appelé « le canada » qui est adjacent au crématorium III de Birkenau. Elle ne tarde pas à participer à un groupe de résistants autour du projet de diffuser les informations reçues sur des postes radio clandestins.
En mars 1943, elle est contactée par un membre de l'organisation clandestine du camp, Noah Zabladowicz, originaire également de Ciechanów, qui lui révèle que l'organisation a l'intention de faire sauter les chambres à gaz et les fours crématoires ; il s'agit de provoquer une révolte des déportés en comptant sur l'aide des partisans polonais à l'extérieur du camp. Róża Robota sert d'intermédiaire avec les travailleuses qui sont sous stricte surveillance et ne peuvent être contactées directement.
Avec l'aide d'Ala Gertner, Regina Safirsztajn et Ester Wajcblum, Róża Robota recrute une vingtaine de femmes de l'usine de munitions Weichsel-Union-Metalwerke, au Sonderkommando Wróbel. Elles volent de la poudre noire pendant plusieurs mois ; la poudre est transportée en très petites quantités, sous les ongles, dans des pochettes dissimulées sous les robes et qu'un cordon permet de vider rapidement en cas de contrôle par les autorités du camp. Le groupe de femmes réussit à obtenir, cacher, et remettre aux hommes de l'organisation une à trois cuillères à café de poudre par jour,,.
Cette poudre sert à des prisonniers russes dirigés par Timofei Borodine, expert en explosifs, à confectionner des mines explosives et des grenades à main,. Au bout d'un an, ils ont fabriqué suffisamment de matériel pour envisager une action. L'organisation de la résistance du camp envisage une révolte concertée de tous les camps d'Auschwitz (I, II-Birkenau, III-Monowitz-Buna) le premier dimanche de novembre 1944. Elle doit être déclenchée par les 600 ouvriers des Sonderkommando et de certains de leurs kapos. Une rumeur court selon laquelle les hommes du Sonderkommando vont être transférés. Ceux-ci déclenchent alors la révolte le samedi 7 novembre 1944 sans prévenir la direction de l'organisation de la résistance du camp.
Róża Robota et trois autres femmes — Ala Gertner, Ester Wajcblum et Regina Safirsztain — sont arrêtées après une enquête interne et torturées dans le Bloc 11, mais elles refusent de révéler les noms des autres personnes qui ont participé à l'opération,. Quatorze responsables de la révolte sont également arrêtés dont Yankl Handelsman, le principal[pas clair]. De sa prison, Róża Robota parvient encore à transmettre un message d'encouragement à la résistance du camp : « Hazak V'Amatz » (« Soyez forts et courageux »,,, la phrase biblique que Dieu utilise pour encourager Josué après la mort de Moïse. Le 6 janvier 1945, elle est pendue en public, sur la place d'armes, devant tous les détenus, en même temps que ses coaccusées – deux à l'appel du matin, deux à celui du soir. Rudolf Höss lit l'acte d'accusation. C'est la dernière exécution du camp, qui est libéré quelques semaines plus tard.
Róża Robota avait 23 ans. Selon certains témoignages, elle et ses camarades crient « Nekamah ! » (Vengeance) sur l'échafaud.
La révolte du Sonderkommando a causé 70 morts parmi les SS et les kapos, et la destruction du toit d'un crématorium. Les nazis savaient que l'avancée de l'armée russe rendait possible dans un avenir très proche la libération du camp. Les nazis cherchèrent ensuite à effacer toutes les preuves de leurs atrocités, en détruisant eux-mêmes les quatre autres fours crématoires.

## L'héritage de Róża Robota
En 2008, une rue, la Róża-Robota Gates à Montefiore Randwick (Sydney, Australie), est nommée en sa mémoire, à l'initiative de Sam Spitzer, un combattant de la résistance pendant la Seconde Guerre mondiale, résident à Sydney.
À Yad Vashem, à Jérusalem, un monument honore la mémoire de Róża Robota et des trois autres femmes exécutées. Il se trouve dans un emplacement privilégié du jardin.

## Pour en savoir plus
- (en) Gurewitsch, Brana. Mothers, Sisters, Resisters: Oral Histories of Women Who Survived the Holocaust, The University of Alabama Press, 1998.  (ISBN 0-8173-0952-7)
- (en) Shelley, Lore. The Union Kommando in Auschwitz: The Auschwitz Munition Factory Through the Eyes of Its Former Slave Laborers, University Press of America, 1996.  (ISBN 0-7618-0194-4)